# Tony Cavalero
Tony Cavalero, född 12 oktober 1983 i Annandale, Fairfax County, är en amerikansk skådespelare.
Cavalero har bland annat medverkat i TV-serierna School of Rock och The Righteous Gemstones. Han har även medverkat i filmen The Dirt.

## Filmografi (i urval)
- 2016–2018 – School of Rock (TV-serie)
- 2019–2023 – The Righteous Gemstones (TV-serie)
- 2019 – The Dirt
- 2025 – Christy